# Tinkerforge

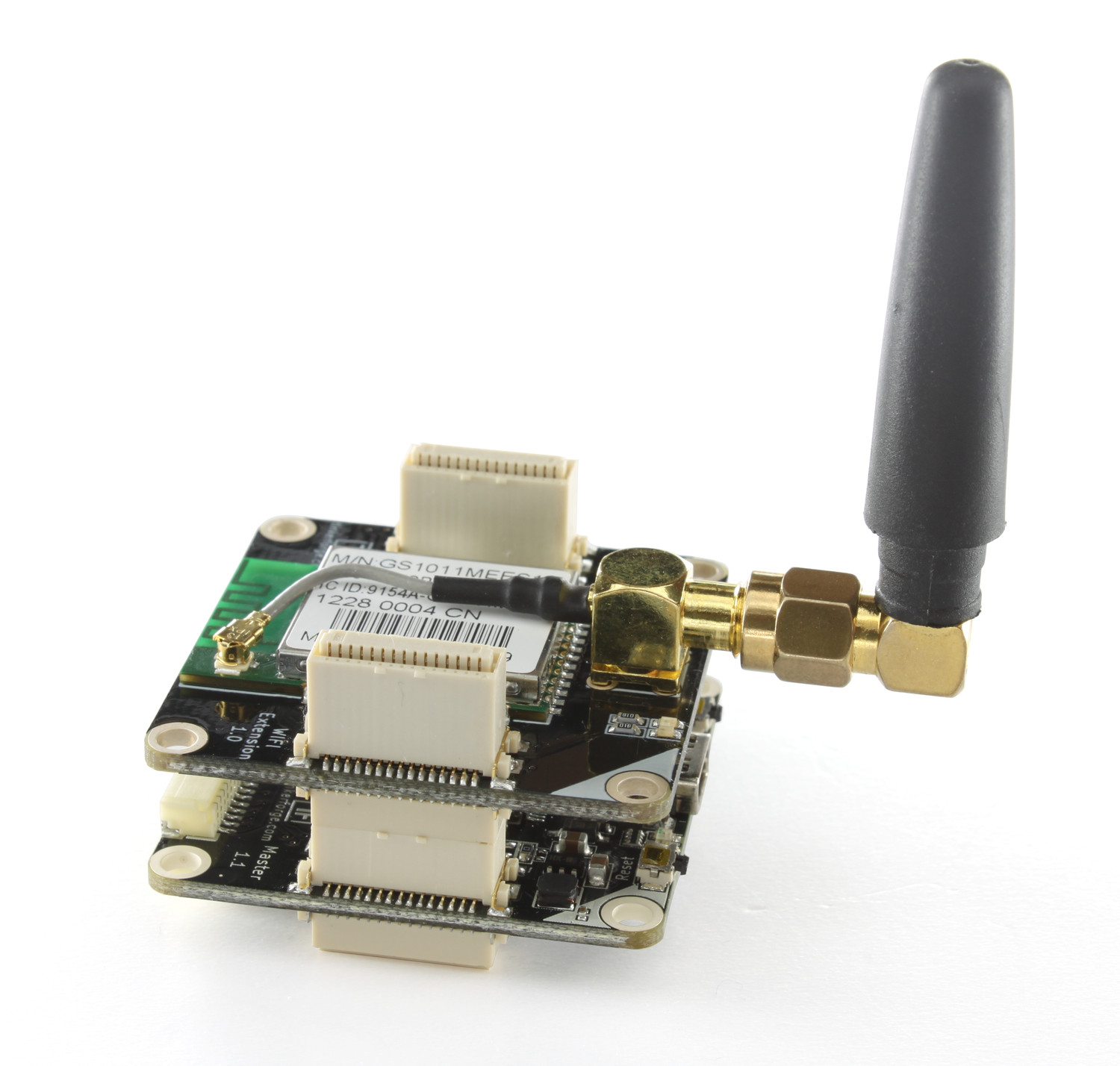
Master Brick con Extensión WIFI

Tinkerforge es una plataforma de hardware de código abierto de bloques de construcción de microcontroladores apilables (ladrillos) que puede controlar diferentes módulos (Bricklets). La interfaz de comunicación principal de los bloques de construcción se pueden ampliar usando extensiones Maestro. El hardware puede ser controlado por programas externos escritos en C , C ++ , C# , Object Pascal, Java, Perl, PHP, Python, Rubí, Shell y VB.NET en una conexión USB , Wifi o Ethernet, y en ejecución en Windows , Linux y Mac OS X . Este enfoque de programación no embebida elimina los requisitos y limitaciones típicas (herramientas de desarrollo, limitada disponibilidad de memoria RAM y capacidad de procesamiento) de desarrollo de software embebido convencional (cfr Ardui0n). El hardware y software Tinkerforge son  ambos de código abierto , y todos los archivos están alojados en GitHub .
La revista computer magazine Chip ha  galardonado Tinkerforge como el "Producto del Año"  2012 . 